# 닉슨 인 차이나

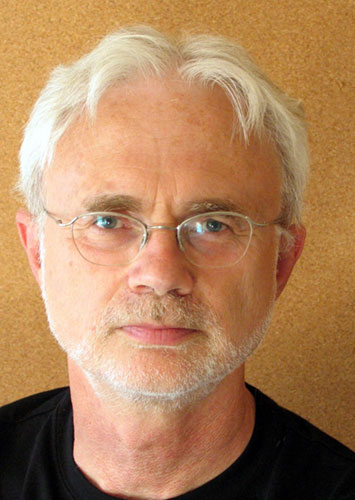

닉슨 인 차이나(영어: Nixon in China)는 존 애덤스가 음악을, 앨리스 굿맨이 대본을 맡아 만들어진 오페라이다.

## 배경
리처드 닉슨은 자신의 정치적 영향력을 키워 가는 동안 대표적인 반공주의자로 알려지게 되었다. 1969년 대통령에 당선된 닉슨은 중국 및 소련과의 관계 개선이 이익이 될 것이라고 보았다. 그는 데탕트가 베트남 전쟁을 끝내도록 북베트남에 압력을 가한다면 자신이 중국과 소련이라는 공산주의 핵심 세력을 미국에게 이익이 되는 방향으로 조종할 수 있을 것이라고 기대했다.
닉슨은 대통령이 되기 전부터 중국과의 교섭을 위한 토대를 마련해 두었으며, 당선 1년 전에는 포린 어페어스에 "이 작은 행성 속에서 최고의 재능을 보일 가능성이 있는 사람들 10억 명 이 분노하여 고립된 채 살 공간은 없다"는 글을 쓰기도 했다. 이 사업을 지원한 것은 국가안보보좌관 헨리 키신저(Henry Kissinger)로, 닉슨은 내각 관료들를 우회하여 그와 긴밀히 협력했다. 닉슨 취임 첫 해에 불거진 소련과 중국 간의 국경 분쟁이 보여주듯 두 국가 사이의 관계가 최악으로 치닫는 상황 속에서, 닉슨은 중국 측에 보다 긴밀한 관계를 원한다는 뜻을 사적으로 전달했다. 1971년 초, 마오쩌둥(毛澤東) 중국 공산당 주석이 미국 탁구 선수단을 초청하면서 중국 최고의 선수들과의 경기가 성사되는 큰 진전이 이루어진다. 닉슨은 이어 키신저를 중국으로 보내 중국 관리들과 비밀리에 회담을 갖도록 했다.
1972년, 전 세계의 헤드라인이 닉슨이 중국을 방문한다는 소식으로 장식됐다. 이에 소련도 곧바로 닉슨을 초청했고, 미-소 관계 개선은 전략 무기 제한 협상(SALT)으로 이어졌다. 닉슨의 중국 방문은 많은 미국인들의 관심을 끌었으며, 중국에서의 그를 담은 장면들이 텔레비전을 통해 널리 방영되었다.
1983년, 연극 및 오페라 감독인 피터 셀라스는 미국 작곡가 존 애덤스에게 닉슨의 중국 방문에 관한 오페라를 쓸 것을 제안한다. 셀라스는 닉슨의 방문 결정에 대해 "황당하리만치 이해타산적인 선거 전략 ... 동시에 역사적 돌파구"라고 생각하며 흥미를 보이고 있었다. 이전에 오페라를 시도한 적이 없는 애덤스는 셀라스가 풍자극을 제안하고 있다고 생각하여 처음에는 회의적인 입장을 드러냈다. 그러나 셀라스는 포기하지 않았고, 신화의 기원에 관심을 가졌던 적이 있는 애덤스는 오페라를 통해 신화적 기원이 어떻게 현대 역사에서도 나타날 수 있는지 보여줄 수 있을 것이라는 믿음을 갖게 되었다. 두 사람은 이 오페라로 닉슨이나 마오쩌둥을 조롱할 것이 아니라 사실상 영웅적이라 할 만한 극을 보여주기로 합의하게 된다. 셀라스는 앨리스 굿맨을 대본작가로 프로젝트에 초대했고, 세 사람은 1985년 워싱턴 DC의 케네디 센터에서 만나 오페라에서 중점적으로 다룰 6명의 등장인물(미국인 3명, 중국인 3명)에 대한 집중적인 연구를 시작했다. 이 제작자 세 사람은 닉슨, 마오쩌둥 등의 역사적 인물에 대한 고정관념을 넘어서서 이들의 성격을 들여다보려고 노력했다.
당시 모차르트와 다 폰테의 합작 오페라 3편의 상연에 참여하고 있던 셀라스는 그들의 작품 속 중창에 관심을 갖게 되었으며, 이러한 관심은 《닉슨 인 차이나》 3막에 반영되어 있다. 연출가 셀라스는 애덤스와 굿맨에게 고전적인 오페라 곡의 형식을 연상케 하는 장면들을 추가로 더 만들 것을 권했으며, 이에 따라 작품을 여는 기대감 섞인 합창, 닉슨의 등장 이후 이어지는 영웅적인 아리아, 1막 3장 속 닉슨과 저우의 겨루는 듯한 건배 장면이 탄생했다.  리허설 중 셀라스는 마지막 장면의 무대를 수정하여 술을 살짝 곁들인 저녁 식사 후의 연회장에서 등장인물들의 침실로 변경했다.

## 줄거리
시간: 1972년 2월.
장소: 베이징과 그 주변.

### 1막
베이징 공항에서 중국군 파견단은 닉슨과 그의 일행을 태운 미국 대통령 전용기 "스피릿 오브 '76"의 도착을 기다리고 있다. 군인들의 합창이 삼대기율 팔항주의를 노래한다. 항공기가 착륙한 후 닉슨이 팻 닉슨, 헨리 키신저와 함께 나타난다. 닉슨 대통령은 환영단의 선두에 선 중국의 총리 저우언라이와 어색한 인사를 주고받는다. 닉슨은 이 방문의 역사적 의미과 만남에 대한 기대과 두려움에 대해 이야기한다. 마오 주석의 서재로 장면 전환이 이루어지면 마오쩌둥이 대통령 일행의 도착을 기다리고 있다. 닉슨과 키신저는 저우와 함께 입장하고, 닉슨과 마오가 키신저에 대해 시덥잖은 이야기를 나누는 가운데 사진 작가들이 이 대담을 기록으로 남긴다. 이어지는 토론에서는 마오의 난해하고도 반박하기 힘든 철학적 발언을 마오의 비서들이, 그리고 때때로 저우까지도 확장시키면서 서양인 두 사람은 혼란스러워한다. 장면은 다시 인민대회당에서 열린 저녁 연회로 바뀐다. 저우는 미국인 방문객들에게 건배를 제의하고 닉슨이 이에 화답한다. 그 후 분위기가 점점 더 화기애애해짐에 따라 건배가 계속된다. 반공주의로 유명해진 정치인 닉슨이 이렇게 선언한다. "여러분, 들어 주십시오. 한 가지만 말씀드리려고 합니다. 저는 중국에 반대했습니다. 제가 틀렸군요."

### 2막
팻 닉슨은 가이드와 함께 도시를 여행하고 있다. 공장 노동자들은 그녀에게 작은 모형 코끼리를 선물하고, 그녀는 기뻐하며 남편이 속한 공화당의 상징이 코끼리라고 답한다. 그녀는 한 마을을 방문해 큰 환대를 받고, 학교에서 보게 된 아이들의 놀이에 매료된다. 그녀는 자신도 몇 년 전에는 교사였다고노래한다. 이화원으로 이동한 그녀는 이 아름다운 풍경을 보게 된 것이 세계 평화의 징조가 아닐까 하는 생각에 젖어 명상적인 노래를 부른다. 저녁에는 마오쩌둥의 아내, 장칭의 손님으로 초대받은 대통령 일행이 경극단을 찾아 정치 발레극 《홍색낭자군》 공연을 관람한다. 극은 잔인하고 파렴치한 지주의 대리인 라오 쓰가 용감한 여성 혁명 노동자들의 손에 몰락하는 이야기를 다루고 있다. 극은 키신저(혹은 그를 닮은 배우)가 라오 쓰 역으로 등장하면서 관객들이 공연 속으로 들어가는 초현실적인 전개가 이루어진다. 먼저 키신저가 여자 주인공을 학대하는 모습을 보며 팻이 그녀가 맞아 죽을 것이라고 생각하여 그녀를 돕기 위해 무대 위로 달려간다. 이어 닉슨이 지주에게 초대받은 정치계 거물들 중 한 사람이 되어 무대에 오른다. 이때 무용수로 변장한 주인공이 라오 쓰를 암살하려 하지만 복수의 감정에 사로잡혀 큐보다 일찍 권총을 쏘고 만다. 암살에 실패한 주인공은 민병대에게 사사로운 감정에 얽매였다는 책망을 듣고, 이어서 장칭이 극 속에 들어가 주인공에게 혁명이라는 대의를 심어 주는 아리아를 부른다. 사람들이 장칭의 마지막 말을 반복하여 외치는 가운데 문화대혁명의 광기가 무대 위에 펼쳐지며 막이 내린다.

### 3막
베이징에서의 마지막 저녁, 등장인물들은 각자의 침대에 누워있다. 이들이 자신의 개인사를 회상하며 나누는 대화가 뒤죽박죽으로 얽힌다. 팻은 형편이 어렵던 젊은 시절을 떠올린다. 닉슨은 전쟁에 참여했을 때의 기억으로 괴로워한다. 마오쩌둥과 장칭은 함께 춤을 추며 첫 만남을 곱씹어 본다. 두 사람은 혁명은 계속되어야 한다고 결론짓는다. 마지막으로 저우만이 홀로 명상한다. 그는 자신들이 한 일들이 얼마나 좋은 것이였나 회의감에 빠진다. 저우언라이가 새 날이 밝아오기 전 새벽 공기 속에서 그럼에도 자신은 일해야 한다고 되새기는 가운데 오페라가 마무리된다.

## 음악
《닉슨 인 차이나》는 미니멀리즘의 요소를 담고 있다. 이 음악 스타일은 1960년대 미국에서 시작되었으며 기존 음악과 관련된 선율적 발전 대신 정체와 반복이 특징이다.  애덤스의 음악은는 미니멀리즘과 결부되곤 하지만, 그의 전기 작가 Sarah Cahill은 미니멀리스트로 분류되는 작곡가 가운데서는 단연코 애덤스가 서양음악의 전통에 가장 가까운 위치라고 주장한다.
1. ↑  Kabaservice, Ch. 11 (unpaginated).
2. ↑  Johnson.